# Граф интересов
Граф интере́сов (англ. interest graph) — это онлайн-представление интересов конкретного человека, полученное на основе его активности в социальных сетях. Вершинами графа являются увлечения личности, также вершиной может быть профиль человека в социальной сети, ребра графа отображают взаимоотношения между вершинами графа. С помощью графа интересов можно понять, что человек хочет сделать, купить, куда хочет пойти, с кем может встретиться, за чьими сообщениями ему интересно следить или за кого он готов проголосовать.

## Описание
Пусть граф интересов задается в виде {\displaystyle G:=(V,E)}.
Где {\displaystyle V} — это множество вершин графа, которые обозначают:
- человека (профиль пользователя)
- интерес

{\displaystyle E} — это множество рёбер графа, которые обозначают наличие связи между вершинами.

## Типы связей в графе
В графе интересов могут существовать различные типы связей, которые позволяют пользователю выходить за рамки обычных социальных сетей. Например, человеку нужно найти ответ на интересующую его тему, который не может дать ни один из старых друзей и знакомых. В этом случае выстраивается цепочка из трех типов связей:
- человек-человек (пользователи в социальной сети могут взаимодействовать напрямую)
- человек-интерес (то с чем пользователь взаимодействует с социальной сети)
- интерес-интерес (схожие интересы могут быть взаимосвязаны)

Для определённых целей, например, при построении сети распространения контента, может использоваться ориентированный граф интересов, в котором наличие ребра из вершины {\displaystyle A} в вершину {\displaystyle B} означает, что {\displaystyle A} заинтересован в получении содержимого из {\displaystyle B}.
Граф интересов также может быть представлен в виде взвешенного графа, в этом случае вес ребра означает силу взаимосвязи между вершинами. При построении такого графа изначально вводится предположение о том, что взаимосвязи имеют одинаковую силу, например, интерес к машинам и к театру неизвестен, и взаимосвязь двух интересов устанавливается в виде бесконечно большого числа. Затем, если будет обнаружено, что люди, интересующиеся машинами, ведут себя похожим образом с теми людьми, которые увлекаются театром, то значение веса ребра между вершинами, обозначающими данные увлечения, будет уменьшено.

## Отношения между графом интересов и социальным графом
Граф интересов и социальный граф тесно взаимосвязаны, но это не одно и то же. Граф интересов используется для создания сети интересов людей. В то время как Facebook и другие социальные сети организованы вокруг друзей человека, то есть вокруг социального графа, сети увлечений созданы вокруг интересов личностей, их графа интересов. Подобно тому как социальный граф — это карта взаимосвязей личности с теми, кто «следует» за ней в сети, граф интересов — это так же взаимосвязь с интересами личности в сети. Таким образом, увлечения человека, представленные в виде графа интересов, обеспечивают средства для дальнейшей персонализации веб-пространства, основанной на пересечении графа интересов с веб-контентом. Граф интересов или сеть интересов в некоторых случаях могут быть получены из социального графа или социальной сети и могут поддерживать и обновлять связи между вершинами на основе данной социальной сети. Граф интересов должен быть точным и выразительным, он должен принимать во внимание явно объявленные интересы, например, «Like» на Facebook или «интересы» в профиле на LinkedIn, а также неявные интересы, выведенные на основе активности пользователя, например, такие как щелчки мышью, комментарии, теги к фото и чек-ины. Социальные сети часто являются источником этой информации.

## Использование графа интересов
Существует несколько способов использования графа интересов, как с точки зрения потребителя, так и с точки зрения бизнесмена. В сочетании с социальным графом, граф интересов может быть применён для установления связей между пользователями в социальных сетях или в реальном мире. В таких сетях пользователи могут указывать и делиться своими увлечениями, но при этом им не обязательно знать друг друга.
Граф интересов так же может быть применён в маркетинге, в целях анализа аудитории проекта и дальнейших продаж на основе этой информации, для анализа тональности текста и для таргетированной рекламы, основанной на интересах. Например, такие компании как Twitter с помощью графа интересов имеют возможность делать рекламу более направленной на конкретного пользователя, основываясь на его увлечениях. Также граф интересов может использоваться при создании продукции с учётом пожеланий потребителя, он помогает определить какие особенности и возможности следует предоставить в следующих версиях. Граф интересов имеет множество других применений включая задачи обнаружения содержимого и фильтрации для предоставления рекомендаций по фильмам, книгам, музыке и так далее.